# Фаранцем
Фаранцем ,  , також відома як P'arhanjem ;  Парантем ;  Фарандем ;  Паредж  і Паранцем Сівників (Сіунік)  ( вірмен : Փառանձեմ , жила у 4 столітті - померла зимою 369 або 370 р.  ), була королевою  та дружиною Арсака II (Аршак II), а також регентом Вірменії, коли її чоловік та син були відсутніми (368-370 рр.). Крім того славиться тим, що захищала перську фортецю Артогераса.

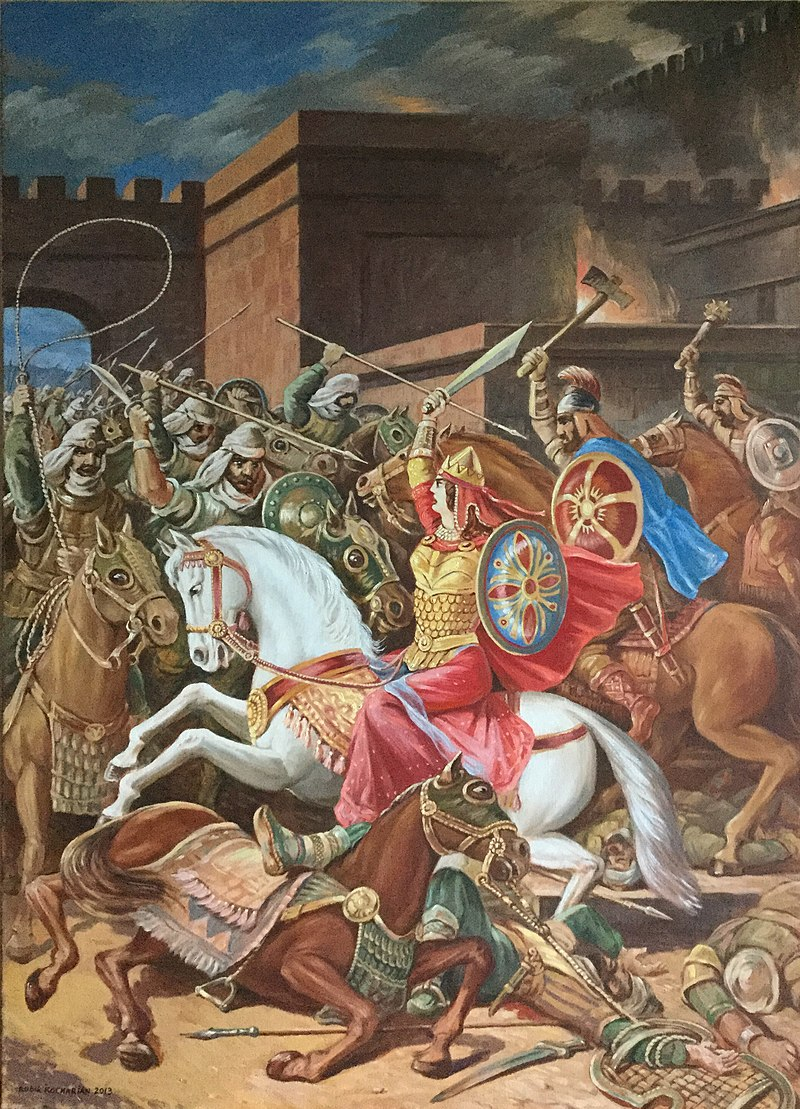
Остання битва королеви Фаранцем автор Рубік Кочарян, 2013 рік

## Раннє життя
Фаранцем народилася у провінції Сюнік у Вірменії . Вона була дочкою Андевока, який також відомий як Андок або Антіоха, він служив нахараром з династії Siunia в провінції Сюник, тому Фаранцем була спадкоємицею Сисаку. Її дядько по батьковій лінії, Валінак Сіак, був першим відомим нахараром династії Сіунії в провінції Сюнік. Мати Фаранцеми була неназваною дворянкою з Маміконян. Подружжя, крім дочки,  мали щонайменше одного відомого сина на ім'я Бабік (Багбен), який служив наксараром Сюніка в 379 році. Мало що відомо про раннє життя Фаранцеми, але вона відзначалася своєю красою та скромністю.

## Перший шлюб
Фаранцем у 359 році одружилася з принцом Арсацидом Гнелем .  Він був сином принца-арсакіда Тирідата , братом якого був Арсацій II (Аршак II). Під час правління Арсаса II Гнель був популярним принцом у Вірменії  і його можна було розглядати як потенційного наступника свого дядька.
Чутки про красу Фаранцеми набувала слави, тому і не дивно, що двоюрідний брат її чоловіка - Грінеля Тіріт, пристрасно закохався в неї і дуже хотів, щоб вона стала його дружиною.  Він вирішив змовитись проти свого двоюрідного брата Гнеля,підійшов до дядька Арсаса II і сказав йому: «Гнель хоче правити і вбити тебе. Усі гранди, нахарари та азати   краю воліють, щоб він панував над ними, а не ви. Тепер вони кажуть: "Подумай, царю, що ти зробиш, щоб  врятувати себе".  Арсацій II, почувши це, дуже занепокоївся і повірив Тіріту. 

### Вбивство Гнеля
Арсас II почав переслідувати Гнеля і довгий час вів зраду проти нього.  З цього моменту Франценем і Гнель були у постійному бігу. Але в кінці фестивалю Навасарда (який відбувся в серпні) Арсайс II вбив Гнеля. Він заманив свого племінника та Фаранцем в Шахапіван,  який знаходився нижче замурованого мисливського заповідника. Арсас II ніби-то хотів примиритися з Гнелем, але взяв його у полон. Його відвезли на сусідній пагорб гори під назвою Лсін, де жорстоко стратили. Після  поховання Гнеля Арсас II видав наказ всім оплакувати  свого племінника. 
Фаранцем дуже тяжко сприйняла звістку про смерть чоловіка: зривала на собі одяг,кричала і плакала.
Тіріт дуже радів, що так  успішно і швидко позбувся свого двоюрідного брата, тому не втрачав нагоди і відправив до Фаранцеми записку з таким текстом: «Не сумуйте так сильно, бо я кращий чоловік, ніж Гнель. Я вас кохаю і тому прирік брата на смерть, бо хочу  одружитися з вами».  Фаранцем, вся у жалобі, підняла протест: рвала на собі волосся і кричала, бо  через неї помер її чоловік.
Коли вірмени, зокрема Арсацій II, почув крики Фаранцеми, то усвідомив, що Тиріт зрадник, а смерть Гнеля була безглуздою. Він був приголомшений тим, що сталося і пошкодував про вбивство племінника. Деякий час Арсайс II нічого не робив з Тірітом до того моменту, коли він надіслав йому листа: "Королю, я хочу, щоб ти дав дозвіл на одруження з дружиною Гнеля". Коли Арсацій II прочитав це, то сказав: "Тепер я точно знаю, що це все правда. Смерть Гнеля сталася через його дружину ». Король планував убити Тиріта, але той намагався втік. Солдати знайшли його в лісах району Бассен і там  вбили.

## Другий шлюб
Після смерті Тіріта Арсацій II одружився з Фаранцем. Але на той час він мав ще одну дружину - грецько-критську шляхетну жінку по імені Олімпія . Вона була подарована йому як імперська наречена від римського імператора Констянтина II, який був його прихильником і союзником.
Хоча римляни вважали Олімпію законною дружиною Арсасія II, він також любив і Фаранцем, але вона щиро ненавиділа його. Незважаючи на це, саме через цей шлюб вона стала королевою вірмен та дуже заможною, впливовою жінкою у суспільстві.
У 360 році Фаранцем народила Арсасію II сина, якого вони назвали Папасом (Папом).  Він був єдиною відомою дитиною  Арсакеса II за часів його вірменського королівства. Фаранзем також була мачухою для Аноба (перший син Арсака II, який народився ще до того, як він став королем Вірменії)

### Королева Вірменії
Після народження сина Фаранцем планувала отруїти Олімію. У 361 р. вона  домовилась із священником королівського двору, що той дасть їй отруту під час Святого Таїнства причастя. Така поведінка  Фаранцеми та Арсасія II, яка привела, зокрема, до загибелі Гнеля, Тіріта, Олімпії та, можливо, попереднього короля Вірменії Тиграна VII (Тиран) обурила правлячого католика Св. Нерси I. Церква  повністю відцуралася від королівського двору Арсасія II. Через дії  Фаранцеми щодо Олімпії, її почали вважали безбожною жінкою, але вона все ж стала єдиною королевою вірмен.
У 367 або 368 році сасанідський король Шапур II зрадив і захопив Арсасія II, його забрали в сансанідський монарх як політичного в'язня, де і вбили. Шапура II планував завоювати Вірменію раз і назавжди, тому відправив туди своє військо.

### Захисниця фортеці Артогераса
Коли армія Сасанідів прямувала до Вірменії, Фаранцема та її син Папас взяли вірменську скарбницю і сховалися у фортеці Артогераса , де їх захищали війська азатів. 
Вірменське вторгнення очолили Кілаки (також відомий як Кілакс Зіг) і Артабанес (відомий як Артабнан Карен). Їх підтримували вірменські дворяни Вахан Маміконян та Меружан Арцруні, які також перейшли до Шапура II. Шапур II хотів придушити правління арсацидів у Вірменії та замінити династію перськими адміністраторами та традиційними вірменськими аристократами, які могли б керували Вірменією.
Фаранцемі вдалося розпочати переговори з Кілацеєм та Артабаном про здачу фортеці. Вони перейшли від Шапура II до Фаранцеми, а Папаса, для його ж безпеки, відправили в Анатолію до двору Валенса. 
Валенс працював над тим, щоб відновити Папаса на престолі Арсакіда та вивести армію Шапура II з Вірменії.  Коли Шапур II почув про це, то чомусь  зосередився на захопленні Фаранцеми. Перські сили, що надійшли  Шапурові II, допомогли остаточно завоювали Вірменію і захопити фортецю Артогерасая  Фаранцем відважно захищала себе та Вірменію протягом двох років, на жаль, від голоду та хвороб залишилося небагато уцілілих: 11 000 солдатів та 6 000 жінок, які знайшли притулок у фортеці.
Фаранцема з вірменським королівським скарбом доставили до палацу Шапура II. Він, бажаючи принизити Вірменію та Римську імперію, віддав Фаранцему своїм солдатам, які  жорстоко її ґвалтували, поки вона не померла.  Після її смерті Папас був відновлений у вірменському королівстві Валеном.

## Використана література
- Фауст Візантії , історія вірмен , V століття

- Навернення Вірменії до християнської віри, Вільям Сент-Клер Тісдалл, Принстонський університет, 1897 рік

- Н. Ленскі, Невдача імперії: Валенс і римська держава в четвертому столітті нашої ери, Університет Каліфорнії Прес, 2003

- Р.Г. Ованіасян, Вірменський народ від найдавніших часів до сучасності, Том I: Династичні періоди: від античності до чотирнадцятого століття, Палграйв Макміллан, 2004

- В. М. Курк'ян, Історія Вірменії, Індоєвропейське видавництво, 2008

- Е. Гіббон, Історія занепаду і падіння Римської імперії (електронна книга Google), MobileReference, 2009